# Nisa-Çandybilstadion
Het Nisa-Çandybilstadion (in het verleden ook Dagdanstadion en Locomotivestadion genoemd) is een multifunctioneel stadion in Asjchabad, een stad in Turkmenistan. Het stadion wordt vooral gebruikt voor voetbalwedstrijden, de voetbalclubs FK Aşgabat en Nisa Aşgabat maken gebruik van dit stadion. In het stadion is plaats voor 1.500 toeschouwers.